# Кобе Тай
Кобе Тай (англ. Kobe Tai, род. 15 января 1972 года) — сценический псевдоним американской порноактрисы Карлы Скотт Картер.

## Биография
Биологический отец Тай был японцем, а мать китаянкой. Когда ей было пять месяцев её усыновили американские родители и перевезли в Калифорнию. В школе Тай была капитаном команды поддержки, играла в софтбол, баскетбол и занималась бегом с барьерами.
Тай пришла в порноиндустрию в 1996 году в возрасте 24 лет и снялась в около 70 фильмах с 1996 по 2003 год. Была замужем за порноактёром Марком Дэвисом, с которым позже развелась. Работала со студией Vivid Entertainment.
В 2011 году журнал Complex поставил её на 1 место в списке «50 самых горячих азиатских порнозвёзд всех времен».
Кроме съёмок в порнофильмах, Тай снялась в фильме «Очень дикие штучки», в котором сыграла роль стриптизёрши, убитой на мальчишнике. Она снималась в The Man Show и The Helmetcam Show. Кроме того, она исполнила бэк-вокал к песни Мэрилина Мэнсона «New Model No. 15».

## Премии и номинации
| Год  | Премия     | Результат | Категория                                                                                  | Фильм         |
| ---- | ---------- | --------- | ------------------------------------------------------------------------------------------ | ------------- |
| 1997 | Hot d'Or   | Победа    | Лучшая американская старлетка                                                              | н/д           |
| 2000 | AVN Award  | Номинация | Лучшая актриса второго плана (фильм)                                                       | The Awakening |
| 2000 | AVN Award  | Номинация | Лучшая сцена группового секса (фильм)(с Чейном Коллинсом, Эваном Стоуном и Эндрю Янгменом) | The Awakening |
| 2000 | XRCO Award | Номинация | Актриса (Сольное выступление)                                                              | The Awakening |